# Luis Palomo y Ruiz
Luis Palomo y Ruiz (Sevilla, 1860-Madrid, 1932) fue un político, jurista y escritor español, diputado y senador en las Cortes de la Restauración.

## Biografía
Nacido en octubre de 1860 en Sevilla, fue doctor en Derecho civil y canónico y licenciado en Filosofía y Letras. Abogado y publicista, durante su juventud colaboró en muchos diarios y revistas, y dirigió en Sevilla La Tribuna. Empezó su carrera política siendo concejal del Ayuntamiento de Sevilla. A finales del siglo XIX salió elegido diputado a Cortes por el distrito onubense de Aracena y, en 1901, senador por la provincia de Toledo. Hacia mediados de la década de 1910 era senador vitalicio después de haber representado en la cámara alta a la provincia de Alicante. Obtuvo una medalla del Mérito Naval. Fundador del Centro de Cultura Hispano-Americana, del que fue presidente, dirigió algunos años el Colegio oficial de Doctores y Licenciados en Ciencias y Letras También presidió la sección de enseñanza de la Unión Ibero-Americana y formó parte del Consejo Superior de Emigración. Uno de los discursos pronunciados en el Senado trató de la representación diplomática española en el extranjero y más especialmente en América. Escribió Ley contra la usura (Madrid, 1908) y fundó la revista Cultura Hispano-Americana. En 1911 publicó una conferencia que, acerca de La emigración española a América explicó en el Centro de Cultura el 15 de diciembre de 1910. Falleció el 25 de febrero de 1932 en Madrid.